# Restrepia chocoensis
Restrepia chocoensis är en orkidéart som beskrevs av Leslie Andrew Garay. Restrepia chocoensis ingår i släktet Restrepia och familjen orkidéer. Inga underarter finns listade i Catalogue of Life.